# Liste des phares de la Gironde
Plusieurs phares jalonnent les côtes de Gironde :
| Photographie | Nom                 | Construction       | Hauteur | Portée                 | Distinction | Commune                                          | Coordonnées                 |
| ------------ | ------------------- | ------------------ | ------- | ---------------------- | --- | ------------------------------------------------ | --------------------------- |
|              | Phare de Cordouan   | 1584 à 1611        | 67,50 m | 22 milles et 18 milles | Il protège l'entrée de l'estuaire de la Gironde avec le phare de la Coubre et le phare de Grave. Il est le plus ancien phare de France encore en activité. Classé MH (1862) | Plateau de Cordouan (Le Verdon-sur-Mer, Gironde) | 45° 35′ 11″ N, 1° 10′ 24″ O |
|              | Phare de Grave      | 1823, 1842 et 1860 | 29,2 m  | 19 milles              | Il protège l'entrée de l'estuaire de la Gironde avec le phare de la Coubre et le phare de Cordouan. Inscrit MH (2009)                                                       | Le Verdon-sur-Mer                                | 45° 34′ 07″ N, 1° 03′ 58″ O |
|              | Phare Saint-Nicolas | 1871               | 12,35 m |                        | | Le Verdon-sur-Mer                                |                             |
|              | Phare de Richard    | 1843 - 1870        | 18 m    | éteint                 | | Jau-Dignac-et-Loirac                             | 45° 26′ 22″ N, 0° 55′ 55″ O |
|              | Phare de Patiras    |                    | 9 m     | éteint                 | | Saint-Androny                                    |                             |
|              | Phare d'Hourtin     | 1860 - 1863        | 27 m    | 21,5 milles            | Inscrit MH (2009) | Hourtin                                          | 45° 08′ 32″ N, 1° 09′ 39″ O |
|              | Phare du Cap-Ferret | 1840 et 1949       | 52 m    | 22,5 milles            | Inscrit MH (2009) | Lège-Cap-Ferret                                  | 44° 38′ 45″ N, 1° 14′ 56″ O |